# Fairey Hendon

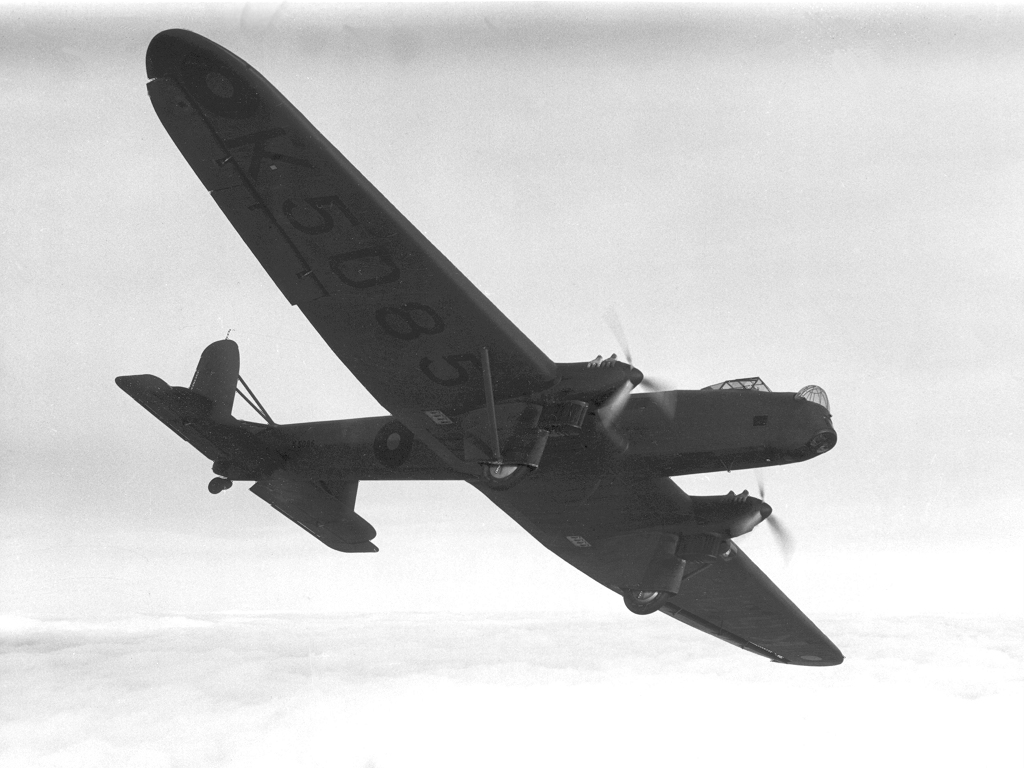
Fairey Hendon Mk.II im Flug

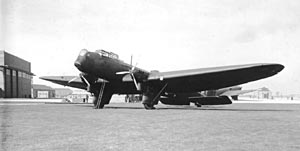
Fairey Hendon Mk.II (1934)

Die Fairey Hendon war ein zweimotoriger britischer schwerer Nachtbomber. Das Flugzeug hatte 1931 als Fairey Night Bomber (später Hendon Mk.I) seinen Erstflug und wurde für die Royal Air Force nach der Spezifikation B.19/27 gebaut, als Nachfolger der Vickers Virginia.

## Geschichte
Als Eindecker mit freitragenden Tragflächen und dem verkleideten Fahrwerk war die Hendon ein Meilenstein im Flugzeugdesign. Zwar gewann die Hendon die Ausschreibung, jedoch konnte der Bomber sich hinsichtlich der an die Royal Air Force ausgelieferten Exemplare nicht gegen die Heyford von Handley Page durchsetzen.
Die Royal Air Force bestellte 124 Exemplare der Heyford, jedoch nur 14 Einheiten der Fairey Hendon.
Die Hendon wurde von Fairey in zwei verschiedenen Versionen gebaut. Die Hendon Mk.I hatte noch Zweiblatt-Propeller, ein offenes Cockpit und wurde durch zwei Rolls-Royce Kestrel IIIS angetrieben. Bei der Hendon Mk.II, der Serienausführung, wurde das Cockpit verglast und geschlossen. Die Motoren wurden durch stärkere Rolls-Royce Kestrel VI ersetzt.

## Technische Daten
| Kenngröße             | Fairey Hendon Mk.II                                                     |
| --------------------- | ----------------------------------------------------------------------- |
| Besatzung             | 5                                                                       |
| Länge                 | 18,52 m                                                                 |
| Spannweite            | 31,01 m                                                                 |
| Startmasse            | 9070 kg                                                                 |
| Höchstgeschwindigkeit | 250 km/h in 15.000 ft (ca. 4.570 m)                                     |
| Reichweite            | 2190 km                                                                 |
| Triebwerke            | zwei Reihenmotoren Rolls-Royce Kestrel VI mit je 447 kW (608 PS)        |
| Bewaffnung            | drei MG Lewis 7,7 mm und bis zu 753 kg Bomben im internen Waffenschacht |